# Wolf Friedrich von Bomsdorf
Wolf Friedrich von Bomsdorf († 1686) war ein kurbrandenburgischer Oberst.

## Leben

### Herkunft und Familie
Wolf Friedrich war Angehöriger des aus der Niederlausitz herstammenden Adelsgeschlechts Bomsdorff.
Er vermählte sich mit der Anne Sophie von der Marwitz, Schwester des nachmaligen brandenburgische Generals Kurt Hildebrand von der Marwitz (1641–1701), Tochter des Balthasar von der Marwitz (1600–1657) und der Emerentie von Rohr a.d.H. Schöneberg. Aus der Ehe sind mehrere Kinder hervorgegangen.

### Werdegang
Bomsdorf hatte vor Eintritt in kurbrandenburgische Dienste wenigstens in schwedischen Kriegsdiensten gestanden. 1656 war er dort noch Major, stieg aber, spätestens 1658 während des Zweiten Nordischen Krieges, wo er in Polen im Felde stand, zu Oberstleutnant auf.
Er erwarb 1664 das Gut Altranft. Unter seiner Herrschaft fanden dort erste Meliorationsarbeiten statt. In den Jahren 1670 bis 1678 wurde das Herrenhaus zum barocken Schloss ausgebaut. Sein Sohn veräußerte schließlich 1739 den Besitz an Samuel von Marschall.
Der Große Kurfürst ließ am 9. Oktober 1665 für ihn ein Dragonerregiment mit sechs Kompanien zu je 100 Gemeinen errichten. Den Kompanien wurden am 11. Mai 1666 je in Crossen, Züllichau, Sommerfeld, Drossen, Reppen, Zielenzig und Cottbus ihre Garnison angewiesen. Die Kopfstärke zählte erst 200 Mann als das Regiment mit der Errichtung der Zitadelle Magdeburg zusammen mit den Schöningschen Reutern abgedankt werden sollten.
Am 13. Juni 1672 avancierte Bomsdorff zum Oberst und warb für den Kurfürsten erneut ein Dragonerregiment, mit dem er gegen Frankreich im Felde stand. Hierbei geriet er zuerst am 3. Februar 1673 bei Unna und noch einmal unmittelbar vor der Schlacht bei Türkheim am 5. Januar 1675 bei Ruffach mit 250 Mann in Gefangenschaft.
Von 1668 bis 1676 soll er ein Regiment zu Fuß kommandiert haben und war etwa in dieser Zeit auch Pächter des Amtes Freienwalde. Seit 1674 war er Kommandant von Oderberg. Ebenfalls soll er am 29. Juni 1677 das Infanterieregiment „v. Götze“ erhalten haben. Im Jahr 1678 war er Kommandant in Kolberg.
Bomsdorf war auch Erbherr auf Welsickendorff gewesen.